# Голяма сребърна корюшка
Големите сребърни корюшки (Argentina silus) са вид актиноптери от семейство Аржентинови (Argentinidae).
Разпространени са в северната част на Атлантическия океан.
Таксонът е описан за пръв път от Петер Асканиус през 1775 година.

## Подвидове
- Argentina silus junior